# Vitrectomie
La vitrectomie est l'ablation chirurgicale du corps vitré.

## Technique
La vitrectomie est l'ablation du gel transparent situé en arrière du cristallin et qui maintient en tension la sclère et déplie la rétine, permettant la réception de l'image projetée à travers la cornée, la chambre antérieure et le cristallin (qui assurent la mise au point de l'image sur la macula).
Cette ablation du vitré se réalise sous microscope opératoire, en décubitus dorsal, sous anesthésie localo-régionale  ou générale, par une voie d'abord millimétrique  au niveau de la pars plana (zone du corps ciliaire situé entre les procès ciliaire et l'ora serrata), avec des micro-instruments (vitréotome) et consiste en une aspiration du gel, qui est remplacé immédiatement par du liquide ou du gaz, voire par une huile siliconée, afin de maintenir la forme sphérique de l'œil, avant de refermer la voie d'abord.
C'est le plus souvent, la première étape d'un geste sur la rétine pour  traiter la cause d'une cécité, par exemple trou maculaire  ou simplement des corps flottants dans le vitré, et en particulier les membranes prémaculaires, mais aussi hémorragie du vitré ou hématome de la macula, hyalinopathie astéroïde du vitré ou complications de la rétinopathie diabétique, quand le traitement ne peut être apporté par le laser.

## Complications
Outre le risque infectieux inhérent à tout acte chirurgical, le risque de la vitrectomie est le décollement de la rétine qui n'est plus assez bien plaquée contre la sclère, et surtout la cataracte secondaire, surtout au-delà de 50 ans, dans la mesure où l'oxygénation du cristallin est tributaire du vitré par imprégnation. C'est ce qui justifie  parfois un geste combiné sur le cristallin et le vitré dans le même temps opératoire.

## Convalescence
Dans certains cas, lorsque le gaz ou l'huile siliconée sont appliqués, il deviendra important de respecter un positionnement particulier de l'œil. Ce positionnement sera prescrit par le médecin traitant. Il est souvent demandé de garder le regard fixant le sol. Cette position permet à la bulle de gaz ou d'huile siliconée de créer un pression sur la partie de la rétine qui doit être tenue en place durant la cicatrisation.
Heureusement, des fournisseurs de produits de positionnement ont développé des ensembles de positionnement et de confort pour aider le patient opéré à respecter cette position.Une chaise de positionnement pour le jour munie d'un miroir à inversion permettra de garder la position tout en pouvant regarder la télévision. Un coussin muni d'un appuie-tête ajustable pour la nuit aidera à garder la position du regard tout en éloignant le visage du matelas. Ce qui aide grandement à bien respirer pendant la nuit.